# Allophorocera angulata
Allophorocera angulata là một loài ruồi trong họ Tachinidae.